# Incidente al Vomero
Incidente al Vomero è il terzo album di Federico Salvatore, uscito nel 1991.

## Descrizione
L'album è stato prodotto con la collaborazione di Carmine Liberati ed Enzo di Domenico.

## Tracce
1. Saddammuscià – 3:34
2. Ninna nanna napoletana – 2:46
3. O catarro – 2:39
4. Aeiou – 4:03
5. Onda verde – 3:39
6. The book in air – 3:22
7. Incidente al Vomero – 3:36
8. La fé – 2:37
9. O sub – 3:12
10. 'O stress – 3:09
11. Le forze del disordine – 3:37
12. Chiove – 3:49